# Années 1810 av. J.-C.
Les années 1810 av. J.-C. couvrent les années de 1819 av. J.-C. à 1810 av. J.-C.

## Évènements
- Vers 1820 av. J.-C.[1] : Iaggid-Lim, père de Iahdun-Lim, dont on ne sait pratiquement rien, semble avoir été en conflit avec Ila-Kabkabu, le père de Shamshi-Adad Ier, son ancien allié. Ce-dernier détruit sa forteresse et emprisonne Iahdun-Lim[2].
- Vers 1815-1798 av. J.-C.[1] : règne de Iahdun-Lim, roi Amorrite de Mari. Le chef nomade Iahdun-Lim s’empare de Mari vers 1815 av. J.-C. Il exerce rapidement sa protection sur de nombreux petits États de Haute Mésopotamie. Il conclut des alliances avec les royaumes d’Alep (Iamhad) et d’Eshnunna. Il mène une expédition en Syrie du Nord, jusqu’à la mer et impose tribut aux habitants du littoral. Les tribus Amorrites de la région l’attaquent la même année avec l’aide du roi d’Alep, Sumu-epukh. Iahdun-Lim aurait été vainqueur. Il s’occupe de remettre en état le réseau d’irrigation de Mari, peut-être aussi de l’agrandir, et de construire des temples, en l’occurrence celui de Shamash dont le clergé a peut-être été favorisé aux dépens d’autres[2].
- 1812-1793 av. J.-C.[1] : règne de Sin-muballit, roi de Babylone[2]. Babylone est certainement le centre d’un royaume d’une relative importance.